# Marbre (typographie)
Pour les articles homonymes, voir Marbre (homonymie).

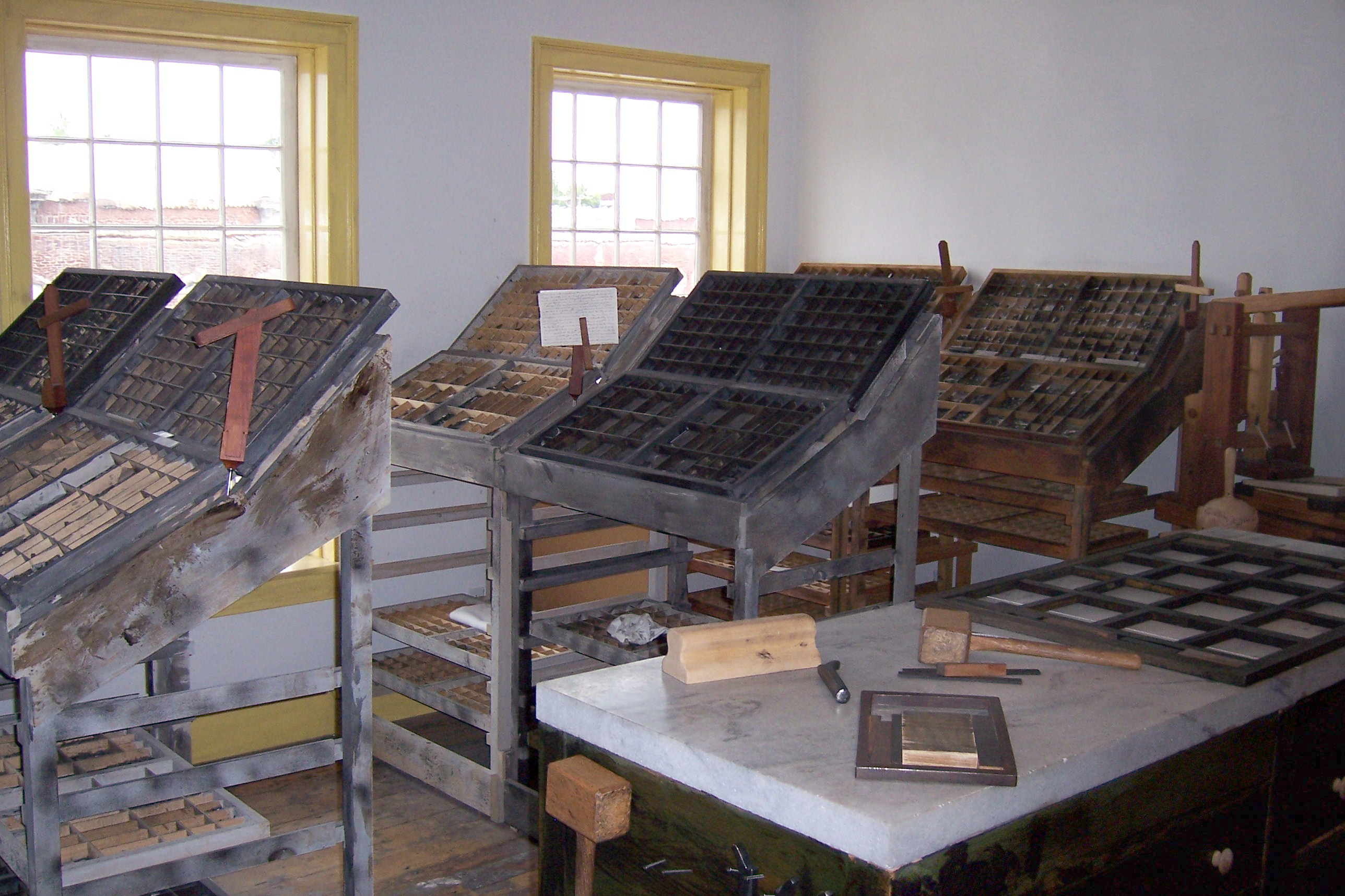
Au premier plan, marbre en véritable marbre (E. B. Grandin Building, New York).

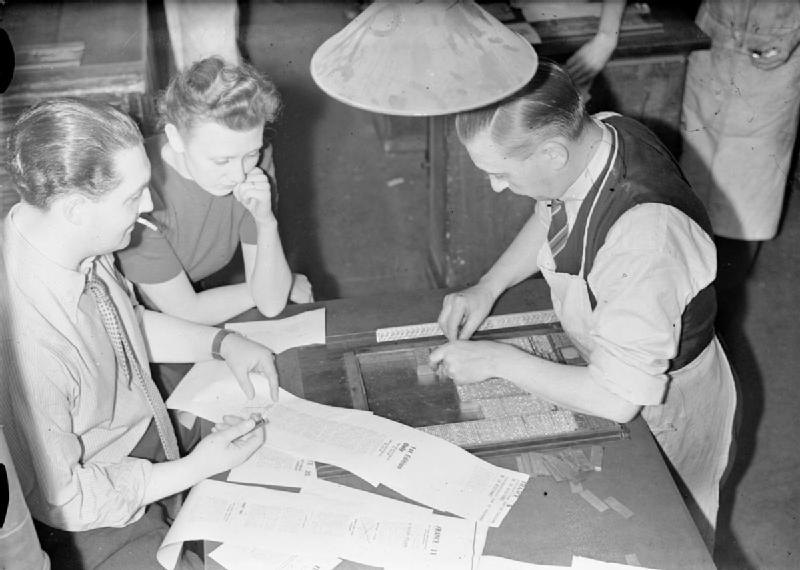
Montage du journal France sur le marbre (stone) à Londres, en 1942. À droite, le metteur en pages (stone hand). La personne à gauche tient des morasses à la main.

En typographie, et plus généralement dans l’imprimerie et la presse, le marbre a désigné une partie de la presse, puis une table placée dans l’atelier, où l’on pose les formes avant de les placer dans la presse elle-même, enfin a pris un sens plus abstrait.
Le nom vient du fait que cette table était à l’origine en marbre. La raison en est qu’on ne connaissait pas de moyen de donner à un plateau de métal la planéité rigoureuse exigée pour « serrer » les formes, alors on utilisait du marbre ou de la pierre que l’on polissait soigneusement. 

## Presse typographique
À l’origine, dans une presse typographique traditionnelle, la partie qui porte la forme imprimante doit être rigoureusement plane, afin que les caractères soient tous parfaitement alignés à la même hauteur, et doit supporter sans fléchir ni se déformer la forte pression de la presse. C’est pour cela que cette partie est faite en marbre ou en pierre. Dans les premiers temps de l’imprimerie, il est vraisemblable que la composition s’effectue « sur le marbre », c’est-à-dire sur la presse elle-même, avant que le compositeur ne prenne une place dédiée, libérant ainsi la presse.
D’abord fixe, le marbre deviendra vite mobile : la pierre est contenue dans un coffre en bois, qui est tiré et poussé à la main, puis avec une manivelle, enfin actionné par un moteur, pour recevoir la forme et passer sous la presse. Cela évite d’avoir à relever très haut la platine de la presse et facilite les manipulations : la forme est encrée, reçoit la feuille de papier, puis le marbre passe sous la platine de la presse pour recevoir la pression, ou passe sous un cylindre presseur. Enfin, il revient pour que la feuille imprimée soit retirée, et le cycle recommence.
Le support en marbre ou en pierre, lourd et encombrant, est remplacé par du métal dès que les techniques le permettent, mais le nom de marbre subsiste. Cette partie de la machine n’existe plus avec les presses à cylindre ou rotatives où la forme est un cliché cintré. Le nom reste cependant attaché à l’atelier typographique.

## Atelier
Par la suite, le « marbre » est le nom donné à la table où s’effectuent divers travaux, principalement la correction et la mise en page. Il peut être en bois ou en fer, souvent en fonte, parfois muni d’étagères sous le plan de travail, en tout cas toujours très robuste et fixe pour soutenir le poids des compositions en plomb et leurs formes métalliques. C’est sur le marbre que s’effectuent la composition finale de la page et les corrections, ainsi que les tirages d’épreuves de contrôle, au moyen de presses à épreuves ou plus souvent à la main (morasses).
Dans les journaux, le marbre désigne plus généralement l’endroit où les rédacteurs et les correcteurs sont en contact avec les typographes pour les dernières vérifications et corrections (« sur le marbre »).
Avec l’évolution des techniques, l’apparition de l’offset remplaçant la typographie, puis avec l’informatique, le marbre a perdu sa fonction matérielle. Le terme a continué d’être utilisé dans un sens figuré pour parler des derniers contrôles avant impression, mais il est tombé en désuétude. Aujourd’hui, marbre désigne les articles mis en réserve pour être remaniés ou publiés ultérieurement.